# Stadler Rail

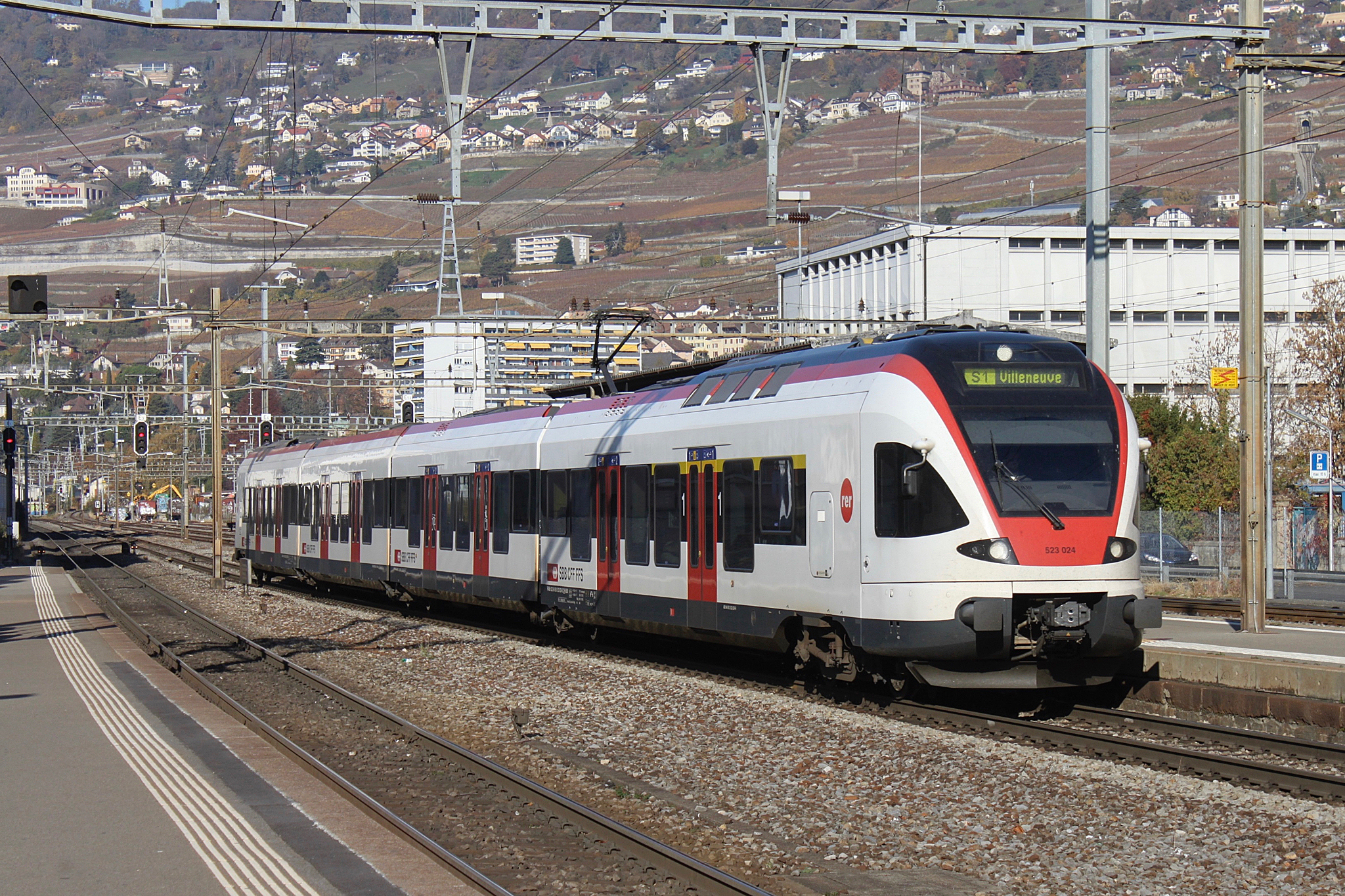
Composição fabricada pela Stadler Rail.

A Stadler Rail é uma fabricante suíça de material rodante ferroviário, com ênfase em trens regionais, TUEs, locomotivas e VLTs. A companhia é sediada em Bussnang, na Suiça. A Stadler Rail também está focada em nichos de mercado, sendo uma das últimas fabricantes europeias de material rodante para ferrovias de cremalheira aderência.
Em 2015, adquiriu da empresa Vossloh sua produção de veículos ferroviários em Valência, na Espanha. De longa tradição em construções ferroviárias, a fábrica foi inaugurada no final dos anos 1980, pela Meinfesa (subsidiária da Alstom vendida em 2005 para a Vossloh), sucessora da MACOSA.
A holding da companhia consiste em nove subsidiarias localizadas na Argélia, Alemanha, Itália, Países Baixos, Áustria, Polônia, Suiça, Espanha, República Checa, Hungria, Bielorrússia e nos Estados Unidos. Empregava 6.100 pessoas em 2012, incluindo 2.750 na Suiça, 1.200 na Alemanha, 1.000 na Bielorrússia, 400 na Hungria e 400 na Polônia. No ano de 2017 chegou a 7.000 funcionários e em 2019 chegou a 8.500.
Até Março de 2019, Peter Spuhler era dono de 80% do capital, além da RAG Stiftung dona de outros 10% e executivos da empresa donos dos 10% restantes. Em Abril de 2019, a companhia foi listada na SIX Swiss Exchange com Spuhler reduzindo a 40% suas ações.
No Brasil, a empresa forneceu para a concessionária MRS Logística sete locomotivas elétricas He 4/4, fabricadas especificamente para a operação no sistema de cremalheira aderência da serra de Paranapiacaba, no Estado de São Paulo. Ainda como Vossloh España, forneceu 22 Veículo leve sobre trilhos Tramlink V4 para o VLT da Baixada Santista, entre os anos de 2013 e 2016. O modelo de VLT Tramlink continuou sendo produzido pela Stadler Rail.
Forneceu ainda os novos trens do Trem do Corcovado em 2019.